# Ivan Jankov
Ivan Jankov, född den 7 juni 1951 i Varna, Bulgarien, är en bulgarisk brottare som tog OS-silver i lättviktsbrottning i fristilsklassen 1980 i Moskva.